# Cis solomonensis
Cis solomonensis es una especie de coleóptero de la familia Ciidae.

## Distribución geográfica
Habita en Nueva Guinea.